# Edina Gangl
Edina Gangl (* 25. Juni 1990 in Mosonmagyaróvár) ist eine ungarische Wasserballspielerin. Sie war mit der ungarischen Nationalmannschaft Olympiadritte 2021 sowie Europameisterin 2016. Hinzu kamen eine Silbermedaille bei Weltmeisterschaften und drei Bronzemedaillen bei Europameisterschaften.

## Karriere
Die 1,81 Meter große Torhüterin spielte von 2010 bis 2014 bei Egri VK und dann bis 2021 bei UVSE. Mit beiden Vereinen gewann sie mehrere ungarische Meistertitel. Danach wechselte sie in die griechische Liga. Bei der Universiade 2013 in Kasan wurde sie mit der ungarischen Studentinnenauswahl Zweite.
Ihr erstes Turnier mit der ungarischen Nationalmannschaft war die Weltmeisterschaft 2011 in Shanghai. Die Ungarinnen verloren im Achtelfinale gegen die Australierinnen und belegten dann in den Platzierungsspielen den neunten Rang. Ihre erste Medaille im Erwachsenenbereich gewann sie bei der Europameisterschaft 2012 in Eindhoven, als die ungarische Mannschaft den dritten Platz hinter Italien und Griechenland belegte. Im Spiel um Bronze siegten die Ungarinnen mit 9:8 gegen die Russinnen. Bei den Olympischen Spielen in London belegten die Ungarinnen in der Vorrunde den dritten Platz in ihrer Gruppe. Mit einem Viertelfinalsieg über die Russinnen erreichten die Ungarinnen das Halbfinale und belegten nach zwei Niederlagen gegen Spanien und Australien den vierten Platz. Die beiden Torhüterinnen Flóra Bolonyai und Edina Gangl kamen beide regelmäßig zum Einsatz.
2014 bei der Europameisterschaft in Budapest siegten die Spanierinnen vor den Niederländerinnen. Die ungarische Mannschaft bezwang im Kampf um Bronze die italienische Mannschaft mit 10:9. Bolonyai und Gangl wechselten sich ab, im Spiel um Bronze hütete Gangl das Tor. 2015 belegten die Ungarinnen bei der Weltmeisterschaft in Kasan den neunten Platz. Anfang 2016 gewannen die Ungarinnen den Titel bei der Europameisterschaft in Belgrad. Die Ungarinnen erreichten das Finale mit einem Halbfinalsieg über die Italienerinnen, im Finale besiegten sie die Niederländerinnen mit 9:7. Beim olympischen Wasserballturnier in Rio de Janeiro siegten die Ungarinnen im Viertelfinale gegen die Australierinnen nach Penaltyschießen. Nach der Halbfinalniederlage gegen das US-Team kam es auch im Spiel um Bronze gegen die Russinnen zum Penaltyschießen, das die Russinnen gewannen. Das ungarische Torhüterinnengespann bildeten Orsolya Kasó und Edina Gangl.
2017 war Ungarn Gastgeber der Weltmeisterschaft in Budapest. Die ungarische Mannschaft unterlag im Viertelfinale den Kanadierinnen und belegte am Ende den fünften Platz. 2018 verloren die Ungarinnen bei der Europameisterschaft in Barcelona im Halbfinale gegen die Niederländerinnen. Im Spiel um Bronze unterlagen sie den Spanierinnen mit 6:12. Zweite Torhüterin hinter Gangl war bei diesem Turnier Eszter Flóra Tóth. Auch bei der Weltmeisterschaft 2019 in Gwangju belegten die Ungarinnen den vierten Platz. Nach einer Halbfinalniederlage gegen die Spanierinnen verloren die Ungarinnen das Spiel um den dritten Platz mit 9:10 gegen Australien. Das Torhütergespann bildeten erstmals Edina Gangl und die zehn Jahre jüngere Alda Magyari. Im Januar 2020 fand die Europameisterschaft in Budapest statt. Wieder unterlagen die Ungarinnen im Halbfinale den Spanierinnen, im Spiel um den dritten Platz besiegten sie die Niederländerinnen mit 10:8. Bei den 2021 ausgetragenen Olympischen Spielen in Tokio besiegten die Ungarinnen im Viertelfinale die Niederländerinnen und unterlagen dann im Halbfinale den Spanierinnen. Das Spiel um Bronze gewannen die Ungarinnen mit 11:9 gegen die Russinnen. Alda Magyari war nun Stammtorhüterin. Sie spielte fast alle Partien durch, nur in einer Vorrundenpartie wechselte sie sich mit Edina Gangl ab. Es war die erste olympische Medaille für die ungarischen Wasserballspielerinnen, ihre männlichen Kollegen sind mit neun Olympiasiegen die erfolgreichste Wasserballmannschaft. Bei der Weltmeisterschaft 2022 in Budapest bezwangen die Ungarinnen im Halbfinale die Niederländerinnen mit 13:12. Im Endspiel unterlagen sie der Mannschaft aus den Vereinigten Staaten mit 7:9.